# Бакало Олекса Олександрович
Оле́кса Олекса́ндрович Бакало (*11 лютого 1895, Гульськ — †після 10 червня 1922) — військовий і громадський діяч; сотник Армії УНР. Голова комісії з українізації при штабі 12-ї армії. Комендант міста Кам'янець-Подільський(1920).
Відповідно до українського законодавства може бути зарахований до борців за незалежність України у XX столітті.
Нагороджений Хрестом Симона Петлюри.

## Біографія
Народився в сім'ї Олександра Дмитровича Бакала та Федори Кіндратівни Дмитренко. Батько помер 1898 року, а мати — 1910-го. Закінчив Лубенську вчительську семінарію (1915) та 1-шу Костянтинівську військову школу (Київ, 1916). Служив прапорщиком 18-го Сибірського стрілецького полку (1916 — липень 1917). Іспит зрілості склав у 6-й Київській гімназії (1918). Того ж року вступив до Київського університету Святого Володимира.
10 червня 1922 року у «Cuniculum vitae» писав:
| “В січні 1919 року вступив до українського війська і був приділений до Штабу Дієвої Армії, в складі якого, займаючи ріжні посади, був інтернований 20 листопада 1920 року і переведений до табору в м. Петроків. 5 лютого 1921 р. дістав звільнення з інтернування і поступив на службу закладу виготовлення шкільних виробів для інвалідів в Петрокові, виконуючи ріжні доручення від торговельної фірми, а також будучи експедитором фірми, яка працювала на заклад. Заробивши трохи грошей, я вступив з осені 1921 на рік 1921/1922 до Високої господарської школи у Варшаві на агрономічний відділ. Дізнавшись про відкриття в ЧСР УГА, я би мав велику охоту перевестись, де мав би змогу студіювати науку на своїй рідній мові.” |
Очевидно, дістав відмову.
Нагороджений Хрестом Симона Петлюри.